# 西島 (東京都)
西島（にしじま）は東京都小笠原村にある島。

## 概要
西島は小笠原群島の父島列島にある無人島である。
ユネスコの世界遺産（自然遺産）に登録されている小笠原諸島の構成資産。
- 西島と周辺の岩礁等（英語: Nishijima and peripheral reefs）、世界遺産登録ID 1362-008[1]